# 東海道名所図会
『東海道名所図会』（とうかいどうめいしょずえ）は江戸時代後期に刊行された名所図会。寛政9年（1797年）に6巻6冊が刊行された。

## 概要
京都三条大橋から江戸日本橋までの東海道沿いの名所旧跡や宿場の様子、特産物などに加えて歴史や伝説などを描いたもので、一部には東海道を離れて三河国の鳳来寺や遠江国の秋葉権現社なども含まれる。
著者は秋里籬島。序文は中山愛親が書き、円山応挙、土佐光貞、竹原春泉斎、北尾政美、栗杖亭鬼卵など約30人の絵師が200点を越える挿絵を担当。1910年（明治43年）には吉川弘文館から復刻されている。
なお、歌川広重による天保4年（1833年）の保永堂版『東海道五十三次』では京都に近い宿場の図が『東海道名所図会』から採られているものが多いことが指摘されている。

## 関連文献
- 『東海道名所図会 新訂』ぺりかん社 上中下、2001年。粕谷宏紀監修
- 『東海道名所図会　復刻版』羽衣出版、1999年
- 粕谷宏紀 『東海道名所図会を読む』東京堂出版、1997年